# Циммерман, Рэйчел
Рэйчел Циммерман Брахман (род. 1972, Лондон, Онтарио) — изобретательница. Изобрела «Blissymbol (Блиссимвол) принтер» в 1984 году, упрощая общение пользователям с ограниченными физическими возможностями. Пользователь может выбрать различные Блиссимволы для передачи своих мыслей, и принтер переводит эти изображения в письменный текст. Её изобретение было признано во всем мире, и она получила несколько наград за свои достижения.

## Жизнь
Родилась в канадском городе Лондоне,  Онтарио. С юных лет она проявляла большой интерес к искусству, дебатам, музыке и в особенности к науке. В двенадцать лет Брахман разработала программное обеспечение с использованием Блиссимволики . Её «Blissymbol (Блиссимвол) принтер» предназначен для людей с тяжелыми формами физической инвалидности, такими как церебральный паралич, поскольку он обеспечивает легкий метод общения. Пользователь может просто указывать на различные символы на странице или доске с помощью специальной сенсорной панели. Когда пользователь выбирает символ, принтер Blissymbol преобразует изображение в письменный английский или французский язык; позволяя эффективно передавать его мысли. Оригинальная идея научного проекта Брахман привела к тому, что она выиграла серебряную медаль на всемирной выставке молодых изобретателей в Канаде (1985 г.) и премию молодёжного телевидения YTV. Заинтересовавшись космическими технологиями и вспомогательным интеллектом, Брахман теперь работает в Лаборатории реактивного движения НАСА с целью приспособить инновации НАСА к потребностям людей с ограниченными возможностями..
В 1995 году Циммерман получила степень бакалавра по физике в Университете Брандейса и степень магистра по космическим наукам в Международном космическом университете во Франции в 1998 году. Циммерман попыталась получить степень магистра по астрономии в Университете Западного Онтарио, но через два месяца после начала программы её сбила машина, когда она ехала на велосипеде, и она была вынуждена бросить программу.

## Научная карьера
Циммерман работала в Исследовательском центре Эймса НАСА , Канадском космическом агентстве , Планетарном обществе и Калифорнийском технологическом институте.
С 2003 года Циммерман работает в качестве специалиста по просвещению в области солнечной системы и технологий и по работе с общественностью в Лаборатории реактивного движения НАСА. Используя свои связи с Международным космическим университетом, Циммерман организовала конкурс сочинений Сатурна для учащихся средних и старших классов более чем в 50 странах. Её работы были опубликованы в журнале Planetary Report, журнале Национального космического общества и астрограммеИсследовательского центра Эймса НАСА. В настоящее время Циммерман в настоящее время работает над взаимодействием с радиоизотопной энергетической системой, а также над образованием для миссии Кассини-Гюйгенс на Сатурне и Титане . Рэйчел ведет семинары по повышению квалификации учителей на ежегодных конференциях Национальной ассоциации преподавателей естественных наук и Калифорнийской ассоциации учителей естественных наук. С 2013 по 2016 год Рэйчел была президентом научного образования для студентов с ограниченными возможностями.

## Награды
В 2011 году Циммерман получила приз Visionary Award of the Women in Film на международном кинофестивале в Торонто.

## Рекомендации
1. ↑  https://alumni.brandeis.edu/stories/alumni/womens-history-month/2021-3-3-brachman.html
2. 1 2  CWSF 1985 Alumna Honoured at 2011 Women in Film and Television Showcase. Canada Wide Science Fair (3 декабря 2011). Дата обращения: 8 марта 2019. Архивировано из оригинала 25 мая 2012 года.
3. 1 2   Архивная копия от 4 июля 2017 на Wayback Machine Рэйчел Циммерман: изобретатель принтера Blissymbol
4. 1 2  Rachel Zimmerman Brachman. Science Mission Directorate. Дата обращения: 8 марта 2019. Архивировано 5 января 2019 года.
5. ↑  Physics at Brandeis  " Rachel Zimmerman Brachman ’95 receives visionary award. blogs.brandeis.edu. Дата обращения: 5 апреля 2016. Архивировано из оригинала 16 апреля 2016 года.
6. ↑  Rachel Zimmerman – MSS98. www.isunet.edu (23 июля 2015). Дата обращения: 5 апреля 2016. Архивировано из оригинала 4 января 2019 года.